# Primăria Veche din München

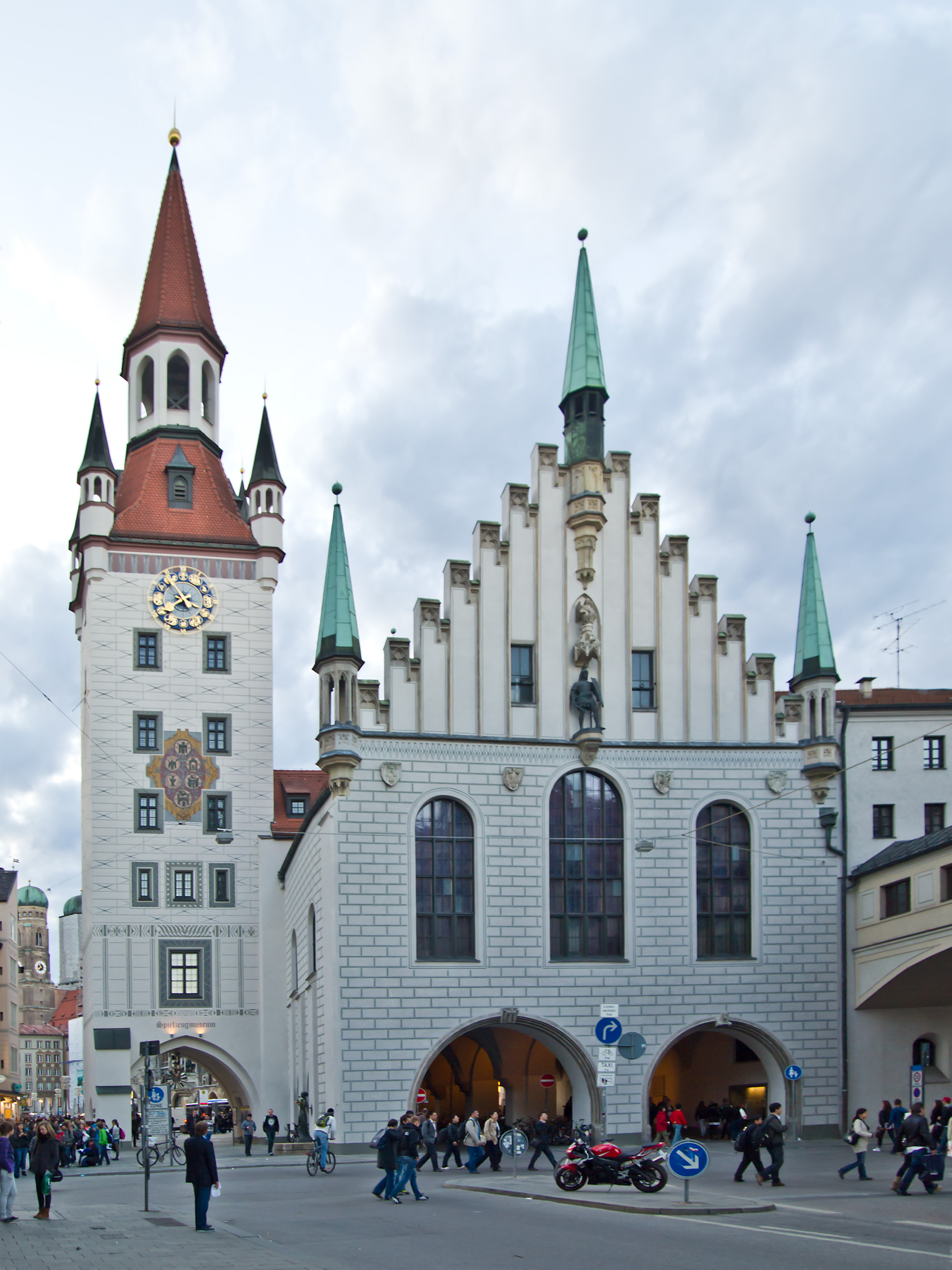
Primăria Veche din München, latura de vest, vedere dinspre strada Tal

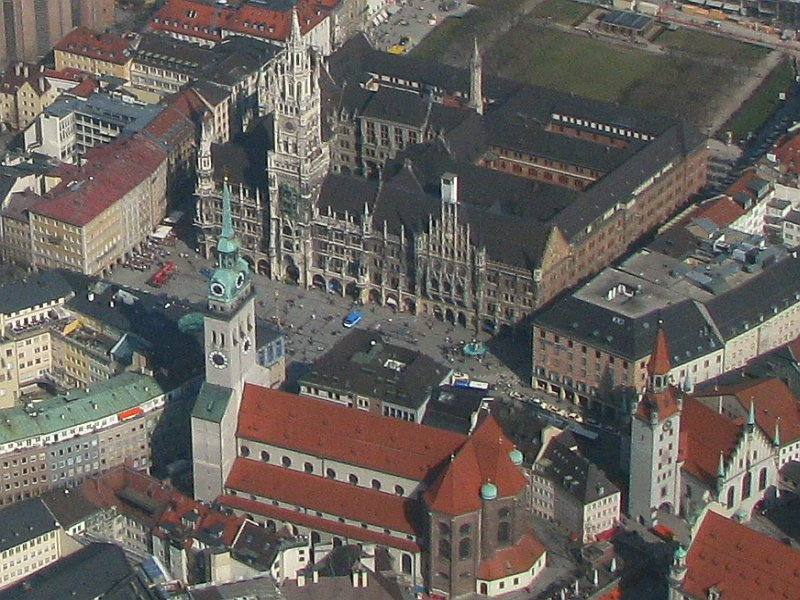
Primăria Veche (dreapta jos) văzută de sus (fotografie din 2009)

Primăria Veche din München (în germană Altes Rathaus) este o clădire care a îndeplinit până în 1874 funcționalitatea de sediu al primăriei, astăzi fiind o clădire a consiliului orășenesc din München. Primăria Veche se învecinează cu piața centrală Marienplatz pe partea sa de est.

## Istoric
Clădirea, menționată documentar pentru prima dată în 1310, a avut o Sală Mare (Großer Saal) construită în 1392/1394. Fosta Poartă Talburg (Talburgtor) din primele ziduri ale orașului a servit ca turn. În perioada 1470-1480 Primăria Veche a fost reproiectată în stil gotic târziu de Jörg von Halsbach. Sala Mare a fost decorată cu dansatori mauri sculptați de Erasmus Grasser. După modificări ale fațadei în timpul Renașterii clădirea a fost refăcută în stil neogotic în anii 1861-1864. În 1874 municipalitatea s-a mutat în Primăria Nouă din München.
Ca urmare a creșterii traficului rutier s-a construit un tunel pe sub Primăria Veche în 1877 și 1934. În timpul celui de-al doilea război mondial clădirea a fost grav avariată și turnul a fost reconstruit în anii 1971-1974. Părți ale elementelor neogotice, în special statuile lui Ludovic Bavarezul (fațada de vest) și Henric Leul (fațada de est) și frontonul sunt conservate.
Sala Mare a fost locul unde Joseph Goebbels a ținut discursul din 9 noiembrie 1938, care este cunoscut ca preludiul Nopții de Cristal.

## Evenimente istorice din Primăria Veche

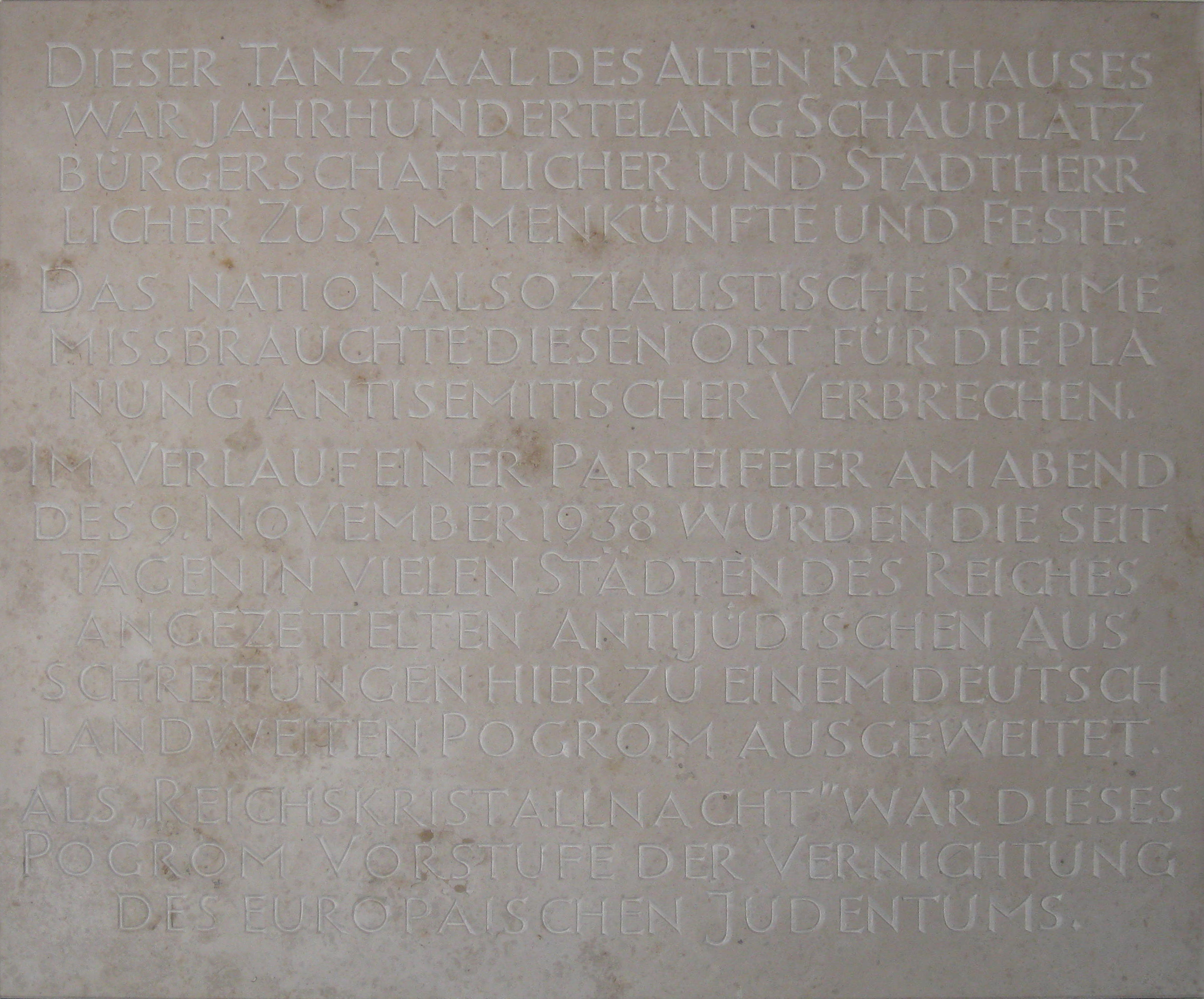
Placa memorială de la intrarea în sala de dans amplasată în memoria discursului de la 9 noiembrie 1938

Printre alte evenimente istorice importante care au avut loc în Primăria Veche sunt următoarele:
- 1677 ședința Parlamentului bavarez
- 1848 alegerea deputaților de München pentru Frankfurter Nationalversammlung
- 9 noiembrie 1938: discursul lui Joseph Goebbels, care a fost preludiul Nopții de Cristal.

## Funcționalități

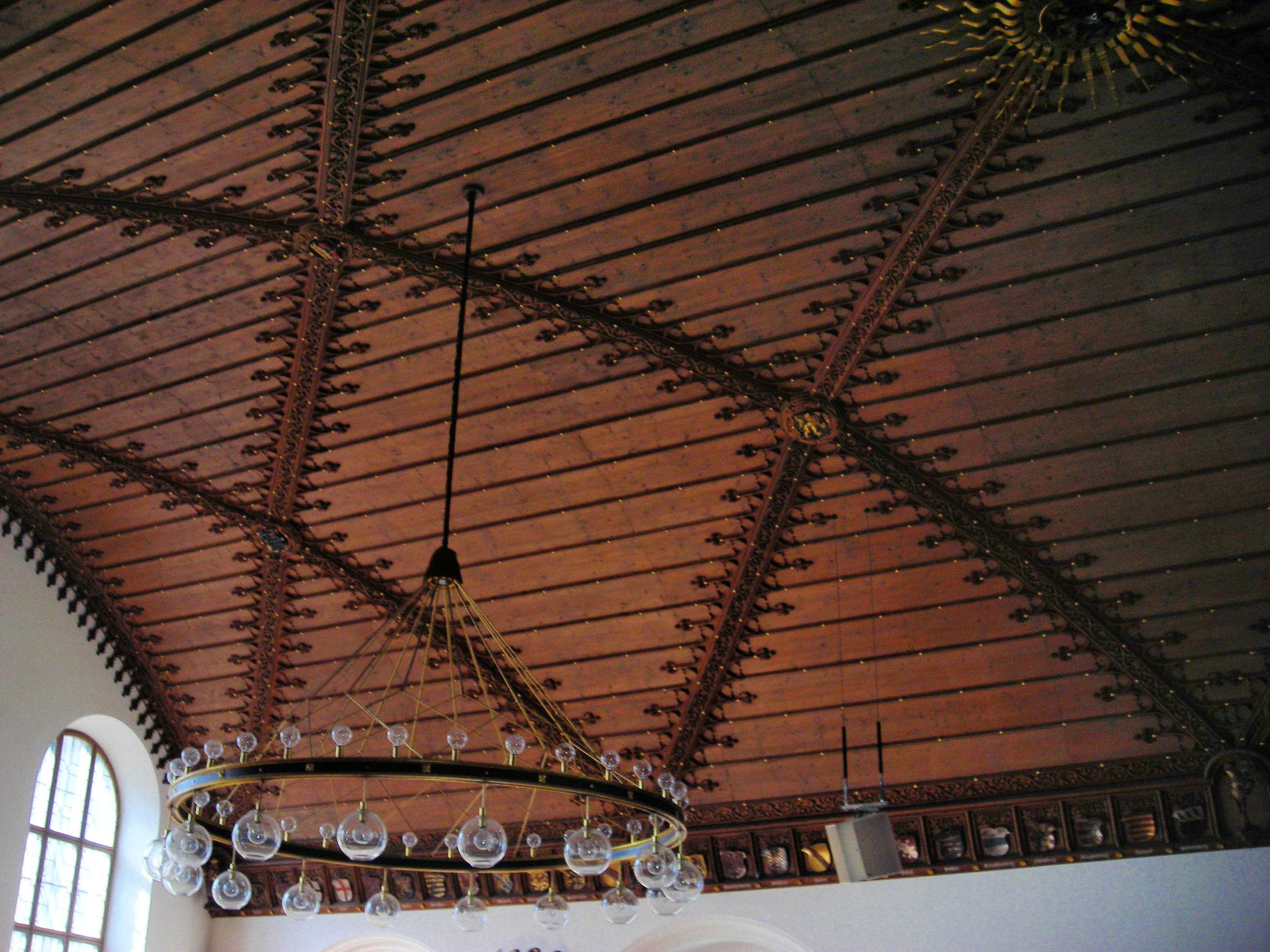
Sala de festivităţi (partea de est)

Sala gotică a Primăriei Vechi este astăzi sala de ședințe a consiliului orășenesc și a primarilor capitalei landului. Acolo se acordă medalia „München leuchtet”.

## Muzeul jucăriilor
Turnul Vechii Primării găzduiește Muzeul jucăriilor, colectate de Ivan Steiger. Pot fi văzute acolo trenuri vechi de jucărie, jucării de pluș, păpuși, case de păpuși și jucării din tablă.